# 手紙 (奥華子の曲)
「手紙」（てがみ）は、2008年1月23日に発売された奥華子の6枚目のシングル。

## 収録曲
- PCCA-02619

1. 手紙
2. 空に光るクローバー - 2008年新春第2弾映画『ちーちゃんは悠久の向こう』主題歌
3. 白いハート
4. 手紙 -instrumental-

## 備考
3曲目の「白いハート」は、アルバム・LiveDVD・インディーズ盤には入っていない未収録曲である。